# HD 64307
HD 64307，又名BD+74 338，SAO 6378、HR 3075，是一颗恒星，视星等为5.41，位于銀經140.86，銀緯30.73，其B1900.0坐标为赤經7h 48m 13.8s，赤緯+74° 30.73′ 6″。